# Пентагонит
Пентагонит — редкий минерал из класса силикатов (филлосиликатов), диморфен с каванситом. Открыт в 1973 году. Название было дано из-за того, что у минерала пять плоскостей симметрии («пента» — «пять», «гониос» — «угол»).

## Кристаллография
| Точечная группа             | mm2 — Пирамидальный                                          |
| Сингония                    | Ромбическая (орторомбическая)                                |
| Параметры ячейки            | a = 10.298(4) Å, b = 13.999(7) Å, c = 8.891(2) Å             |
| Отношение                   | a: b: c = 0.736 : 1 : 0.635                                  |
| Число формульных единиц (Z) | 4                                                            |
| Объем элементарной ячейки   | V 1,281.74 Å³ (рассчитано по параметрам элементарной ячейки) |
| Двойникование               | Cyclical by reflection accross {110}                         |

## Оптические свойства
| Тип                             | двухосный                           |
| Показатели преломления          | nα = 1,533 nβ = 1,544 nγ = 1,547    |
| угол 2V                         | измеренный: 50° , рассчитанный: 54° |
| Максимальное двулучепреломление | δ = 0,014                           |
| Оптический рельеф               | низкий                              |
| Дисперсия оптических осей       | r > v сильная                       |
| Плеохроизм                      | видимый                             |

Для пентагонита характерен сильный плеохроизм, и при изменении угла падения света цвет меняется на бесцветный. Подобное изменение цвета незаметно для образцов минерала, состоящих из большого количества разноориентированных кристаллов.

## Формы выделения
Наиболее характерными для пентагонита являются группы небольших вытянутых призматических прозрачных кристаллов синего цвета, растущих радиально из общего центра (такие образования называются «спреями»).

## Образование
Будучи филлосиликатом, пентагонит образуется из минерального раствора, образующегося при циркуляции воды по полостям и трещинам застывшей лавы. Как правило, образующиеся кавансит и пентагонит заполняют пустоты застывшей лавы.

## Химический состав
| Химический элемент | %     | % оксида |
| ------------------ | ----- | -------- |
| Кальций            | 8,88  | 12,42    |
| Ванадий            | 11,28 | 20,15    |
| Кремний            | 24,89 | 53,24    |
| Водород            | 1,79  | 15,96    |
| Кислород           | 53,16 | -        |

## Месторождения
Встречается только в окрестностях города Пуна (Индия) и в Орегоне (США).